# Про Ивана-дурака
«Про Ивана-дурака» — российский мультипликационный фильм, снятый на студии «Пилот» режиссёром Михаилом Алдашиным в 2004 году. Премьера состоялась в феврале 2005 года на ОРФАК в Суздале.
Мультфильм входит в цикл «Гора самоцветов» и снят по мотивам ярославской народной сказки в обработке Максима Горького. В начале фильма — пластилиновая заставка «Мы живём в России — Ярославль».

## Сюжет
По мотивам русской народной сказки (г. Ярославль) в обработке Максима Горького.
Жили-были три брата, двое старших — умные, а третий — Иван-дурак. Что ни сделает — всё неправильно. Вскоре стало братьям нечего есть, и послали они Ивана продавать старую козу, которую он учил плясать. Да как только Иван из дома вышел да через лес в город пошёл, то по своему невежеству продал козу ёлке за 200 рублей с отсрочкой и пошёл домой. Братья отругали дурака и отправили обратно за деньгами или за козой. Но к тому времени коза, испугавшись, сорвалась с верёвки и убежала. Иван пришёл обратно к ёлке и потребовал деньги. Вдруг в дерево ударила молния, и из дупла вывалилось 200 рублей монетами (поскольку в этой ёлке разбойники прятали награбленные деньги).
Братья деньги поделили — всё себе забрали, а Ивану достался пятак. С этим пятаком братья отправили дурака в город на заработки.
Нанялся Иван в работники к одному барину. Хозяева уходили, а Ивану очень мало дел оставили: собачку свою накормить, за дверью смотреть да ворон не считать. В итоге Иван, поняв всё по-своему, с работой не справился: увлекся счётом ворон, и собачка убежала из дома. Помня, что нужно смотреть за дверью, Иван снимает её с петель и, взвалив на спину, отправляется искать собачку. Дойдя до леса, Иван спасает из ямы медведя Мишу, который помогает ему найти собачку. Вернув всё на место, Иван удивляется, почему барин всё-таки отказал ему в месте.
А тут как раз генерал мимо проезжал и объявлял царский указ: кто рассмешит царскую дочку Ирину, которая всё время плачет, тот женится на ней и получит полцарства в придачу. Иван тут же отправился во дворец смешить царевну, но его братья, которые тоже туда пришли, прогнали его. Грустный Иван повстречался с Мишей и со своей козой. Иван начал целовать и обнимать козу, а в это время на балкон выбежала царевна. Само собой получилось, что Иван рассмешил царевну, даже не зная её в лицо…
Получил Иван полцарства да женился на царевне. И был большой пир!

## Создатели
| Автор сценария и режиссёр-постановщик | Михаил Алдашин |
| Художники-постановщики                | Михаил Алдашин, Андрей Кузнецов |
| Режиссёр                              | Олег Ужинов |
| Художники                             | Мария Заикина, Юлия Балашова |
| Аниматоры                             | Павел Барков, Дмитрий Андреев, Евгений Дудин, Алексей Науменков, Леон Эстрин |
| Рендер                                | Алексей Науменков |
| Спецэффекты                           | Евгений Дудин |
| Фильм озвучивали:                     | Эдуард Назаров — царь / толстопузый жених, Александр Филиппенко — все остальные мужские роли / текст от автора, Ольга Шорохова — все женские роли                                                                                         |
| Музыка                                | Юрий Прялкин (вариация на тему из оперы М. П. Мусоргского «Борис Годунов»), Ирина Брокерт-Аристова (аранжировка на тему песенки «Крутится-вертится шарф голубой»; ансамбль «Перепёлочки» под управлением Ирины Брокерт-Аристовой, Берлин) |
| Звукорежиссёр                         | Вадим Круглов |
| Звук                                  | кинокомпания «Орёл» |
| Музыкальный редактор                  | Татьяна Хопрячкова |
| Ассистент режиссёра                   | Ирина Литманович |
| Директор картины                      | Игорь Гелашвили |
| Над пластилиновой заставкой работали: | Режиссёр — Сергей Меринов Художник-постановщик — Эдуард Беляев Актёр — Александр Леньков Операторы-монтажер — Андрей Пучнин Художник — Галина Голубева Аниматоры — Наталья Акашкина, Наталья Соколова                                     |
| Художественный совет проекта          | Эдуард Назаров, Александр Татарский, Михаил Алдашин, Валентин Телегин, Георгий Заколодяжный |
| Руководитель проекта                  | Александр Татарский |
| Продюсер                              | Ирина Капличная |
| Генеральный продюсер                  | Игорь Гелашвили |

## Фестивали и награды
- 2005 — Открытый Российский фестиваль анимационного кино — «Суздаль-2005» — Приз за лучшую режиссуру (Михаил Алдашин)[3]
- 2005 — МКФ «КРОК» — Приз в категории «Фильмы для детей» (Михаил Алдашин)[4]
- 2005 — МКФ анимационных фильмов в Вилла де Конде — Приз CINANIMA (Михаил Алдашин)[4]
- 2005 — Международный фестиваль анимационного кино в Эшпиньо (Португалия) — 2 приза (Михаил Алдашин и Олег Ужинов)[5]
- 2006 — МКФ анимационного кино в Загребе — Приз зрительских симпатий (Михаил Алдашин)[6]

## Реакция критиков
Вскоре после выхода фильм получил немало положительных рецензий. Киновед Сергей Капков отметил, что хотя «картина снята в 3D-анимации, но внешне напоминает перекладку, „вживленную“ в сложную трехмерную декорацию, за основу которой взяты лубок и вертепный театр». По его мнению, «выглядит это довольно органично». В рецензии также говорится «об очаровании главных героев и замечательном тексте, начитанном Александром Филиппенко».
Журналистка Мария Терещенко после получения фильмом приза зрительских симпатий на МКФ в Загребе (2006 г.) отметила, что «это очень остроумное кино — один из главных хитов от России, разнообразные фестивальные смотры буквально завалили фильм призами». Причину успеха она увидела в том, что «от „Ивана-дурака“ Русью пахнет за километр: мало что национальный характер представлен, так ещё и картинка сделана в лубочной эстетике».
Киновед Дина Годер назвала фильм удачным, а выдающийся режиссёр и художник-мультиплипликатор Л. А. Шварцман назвал его в числе своих любимых. В дальнейшем мультфильм также назывался в числе лучших работ сериала «Гора самоцветов» c удачным монтажом традиций и стилистических новшеств. Кинокритик Лариса Малюкова в своей книге (2013 г.) рассмотрела особенности этого фильма, привела иллюстрации с рабочими материалами из него и, в частности, отметила:

«В сказке „Про Ивана-дурака“, исполненной в стиле городского фольклора, авторы опирались на традиции лубка… Вышло праздничное зрелище, брызжущий радостью балаган, в котором плоская марионетка соединяется с рисунком».
— Лариса Малюкова. «СВЕРХ/КИНО». — СПб: Ассоциация анимационного кино/Умная Маша, 2013. — С. 182.